# Metkel Eyob
Metkel Eyob (Asmara, 4 september 1993) is een Eritrees wielrenner die sinds 2018 rijdt voor Terengganu Cycling Team.

## Carrière
In de jaren 2013, 2015, 2016 en 2017 wist hij in totaal vijf etappes te winnen in de Ronde van Rwanda, daarnaast won hij in de editie van 2013 ook het bergklassement. In 2015 won hij de Hibiscus Cycle Classic, een Zuid-Afrikaanse eendagskoers die dat jaar voor het eerst op de UCI-kalender stond, door in de straten van Margate solo over de eindstreep te komen.

## Overwinningen
2013
6e etappe Ronde van Rwanda
Bergklassement Ronde van Rwanda
2014
Jongerenklassement Ronde van Rio de Janeiro
2015
Hibiscus Cycle Classic
7e etappe Ronde van Rwanda
2016
5e etappe Ronde van Rwanda
2017
4e en 6e etappe Ronde van Rwanda
2018
 Afrikaans kampioen ploegentijdrit, Elite
1e etappe Ronde van Lombok
4e etappe Ronde van de Filipijnen
Bergklassement Ronde van de Filipijnen
2019
4e etappe Ronde van Indonesië

## Resultaten in voornaamste wedstrijden
|      | \| Jaar \| \| WK op de weg \| \| ---- \| \| ------------ \| \| 2016 \| \| opgave \| \| 2021 \| \| opgave \| \| 2022 \| \| opgave \| |              |
| Jaar | | WK op de weg |
| 2016 | | opgave       |
| 2021 | | opgave       |
| 2022 | | opgave       |

## Ploegen
- 2016 –  Dimension Data for Qhubeka
- 2016 –  Team Dimension Data (stagiair vanaf 29-7)
- 2017 –  Dimension Data for Qhubeka
- 2017 –  Team Dimension Data (stagiair vanaf 3-8)
- 2018 –  Terengganu Cycling Team
- 2019 –  Terengganu Cycling Team
- 2020 –  Terengganu Cycling Team
- 2021 –  Terengganu Cycling Team
- 2022 –  Terengganu Cycling Team
- 2023 –  Terengganu Cycling Team
- 2024 –  Terengganu Cycling Team
- 2025 –  Terengganu Cycling Team

de Bod · Dlamini · Eyob · Gebreigzabhier · Gibbons · Girdlestone · Julius · Navarra · Ndayisenga · Salie · Uwizeyimana
Antón · Berhane · Boasson Hagen · Bos · Brammeier · Cavendish · Cummings · Debesay · Dougall · Eisel · Farrar · Fraile · Haas · J.Janse van Rensburg · R.Janse van Rensburg · Jim · Kudus · Meyer · Niyonshuti · Pauwels · Reguigui · Renshaw · Sbaragli · Siwtsow · Teklehaimanot · Thomson · Venter · van Zyl · Eyob (stagiair) · Gebreigzabhier (stagiair) · Gibbons (stagiair)
Areruya · Atsbha · de Bod · Chokri · Dlamini · Eyob · Gebreigzabhier · Main · Mugisha · Navarra · Visser · Weldu · van Niekerk (stagiair)
Antón · Berhane · Boasson Hagen · Cavendish · Cummings · Debesay · Dougall · Eisel · Farrar · Fraile · Gibbons · Haas · J. Janse van Rensburg · R. Janse van Rensburg · King · Kudus · Morton · Niyonshuti · O'Connor · Pauwels · Reguigui · Renshaw · Sbaragli · Teklehaimanot · Thomson · Thwaites · Venter · van Zyl · Dlamini (stagiair) · Eyob (stagiair) · Gebreigzabhier (stagiair)
Ahmad Zamri · Batmunkh · Eyob · Goh · Lakasek · Marzuki · Mat Amin · Morey · Othman · Ovetsjkin · Romli · Rosdi · H. Saleh · Z. Saleh · Zulkurnain